# Lachaux
Lachaux (okzitanisch: La Chaum) ist eine französische Gemeinde im Département Puy-de-Dôme in der Region Auvergne-Rhône-Alpes. Sie ist gehört zum Arrondissement Thiers und zum Kanton Maringues (bis 2015: Kanton Châteldon). Die Kommune hat 276 Einwohner (Stand: 1. Januar 2022).

## Geographie
Lachaux liegt etwa 46 Kilometer nordöstlich von Clermont-Ferrand. Umgeben wird Lachaux von den Nachbargemeinden Arronnes im Norden, Ferrières-sur-Sichon im Osten und Nordosten, La Guillermie im Osten, Saint-Victor-Montvianeix im Süden, Châteldon im Westen und Südwesten sowie Ris im Westen und Nordwesten.
Das Gemeindegebiet von Lachaux gehört teilweise zum Regionalen Naturpark Livradois-Forez.

## Bevölkerungsentwicklung
| Jahr                       | 1962 | 1968 | 1975 | 1982 | 1990 | 1999 | 2006 | 2018 |
| Einwohner                  | 530  | 464  | 358  | 301  | 296  | 278  | 280  | 279  |
| Quellen: Cassini und INSEE |      |      |      |      |      |      |      |      |

## Sehenswürdigkeiten
- frühere Uranmine